# 약물 대사
약물 대사(藥物代謝, 영어: drug metabolism)는 일반적으로 특별한 효소 시스템을 통해, 살아있는 유기체가 약물을 대사 분해하는 과정이다. 보다 일반적인 용어로 생체이물 대사(生體異物代謝, 영어: xenobiotic metabolism, 그리스어로 '낯선 것'이라는 뜻의 xenos와 '살아 있는 존재와 관련됨'이라는 뜻의 'biotic'에서 유래)는 독이나 약 같은 생체이물의 화학 구조를 변화시키는 일련의 대사경로이다. 이러한 경로는 모든 주요 유기체 그룹에 존재하는 생체 내 변환의 한 형태이며 고대부터 존재했던 것으로 여겨진다. 이러한 반응은 종종 독성 화합물을 해독하는 역할을 한다. 일부에서는 생체이물 대사의 중간체 자체가 독성 효과를 일으킬 수도 있다. 약물 대사에 대한 연구를 약물동태학(약동학)이라고 한다.
의약품의 대사는 약리학과 의학의 중요한 주제이다. 예를 들어 신진대사 속도는 약물의 약리 작용의 지속 시간과 강도를 결정한다. 또한 약물 대사는 감염으로 인한 질환이나 암에 대한 화학요법에서 다약제 내성에 영향을 미치며, 일부 약물이 생체이물 대사에 관여하는 효소의 기질이나 억제제로서 작용하면 위험한 약물 상호작용의 원인이 되기 쉽다. 이러한 경로는 환경과학에서도 중요하다. 미생물의 생체이물 대사는 오염 물질이 생물적 환경정화 중에 분해될지, 환경에 잔류할지 여부를 결정한다. 생체이물 대사의 효소, 특히 글루타티온 S-전달효소는 농약과 제초제에 대한 저항성을 만들 수 있기 때문에 농업에서도 중요하다.
약물 대사는 세 단계(상, phase)로 나뉜다. 1단계에서 시토크롬 P450 산화효소와 같은 효소는 생체이물에 반응성, 또는 극성기를 도입한다. 이렇게 변형된 화합물은 이후 2단계 반응에서 극성 화합물에 접합된다. 이러한 반응은 글루타티온 S-전달효소와 같은 전달효소에 의해 촉매된다. 마지막으로, 접합된 생체이물은 3단계에서 유출 수송체에 의해 인식되고 펌프를 통해 세포 밖으로 내보내지기 전에 추가로 처리될 수 있다. 약물 대사는 종종 친유성 화합물을 더 쉽게 배설되는 친수성 물질로 전환시킨다.

## 투과성 장벽과 해독
유기체가 노출되는 정확한 화합물은 대체로 예측할 수 없으며, 노출될 때마다 크게 다를 수 있다. 이것은 생체외 독성 스트레스의 주요 특징이다. 생체이물 해독 시스템이 직면하는 주요 과제는 정상적인 신진대사에 관여하는 복잡한 화학 물질로 이루어진 혼합물에서 거의 무한한 수의 생체이물 화합물을 제거할 수 있어야 한다는 것이다. 이 문제를 해결하기 위해 진화한 해결법은 물리적 장벽과 낮은 특이성을 가진 효소 시스템의 조합이다.
모든 유기체는 세포막을 소수성, 투과성 장벽으로 사용하여 외부 생체이물이 내부 환경에 대한 접근하는 것을 제어한다. 극성 화합물은 이러한 세포막을 가로질러 확산될 수 없으며 유용한 분자를 흡수하는 과정은 세포외 혼합물에서 기질을 특이적으로 선택하는 수송 단백질을 통해 매개된다. 대부분의 친수성 분자가 특정 수송체에 의해 인식되지 않기 때문에, 세포에 들어갈 수 없고, 따라서 외부 물질이 선택적으로 들어오게 된다. 반대로 이러한 장벽을 통해서 소수성 화합물의 확산은 제어할 수 없으며, 따라서 유기체는 세포막 장벽만 가지고는 지용성 생체이물을 배제할 수 없다.
그러나 투과성 장벽이 존재하므로, 막 투과성 생체이물은 공통적으로 소수성이다. 그러므로 유기체는 이 소수성을 이용하는 해독 시스템을 진화시킬 수 있다. 따라서 유기체의 해독 시스템은 거의 모든 무극성 화합물을 대사하는 광범위한 기질 특이성을 통해 특이성 문제를 해결한다. 유용한 대사 산물은 극성이고 일반적으로 하나 이상의 전하를 띄는 기를 포함하기 때문에 해독 시스템의 광범위한 기질 특이성에서 제외된다.
위에서 언급된 해독 시스템은 정상 대사의 반응성 부산물을 해독할 수는 없다. 이러한 반응성 부산물은 정상 세포 구성 요소에서 유래했고, 일반적으로 극성이기 때문이다. 그러나 이러한 화합물의 수는 적기 때문에 특정 효소가 이를 인식하고 제거할 수 있다. 이러한 특정 해독 시스템의 예로는 반응성 알데하이드 메틸글리옥살을 제거하는 글리옥살레이스 시스템과, 활성 산소종을 제거하는 다양한 항산화 시스템이 있다.

## 해독의 단계

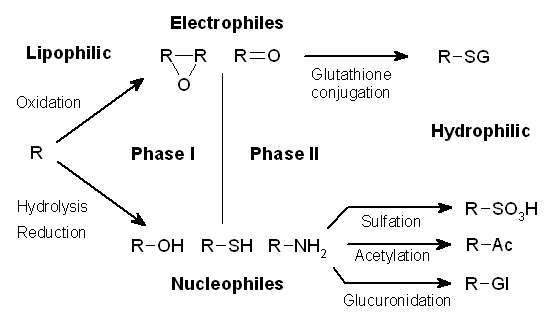
친유성 생체이물 대사의 1단계, 2단계(1상, 2상).

생체이물 대사는 변형, 결합, 배설의 3단계로 구분되는 경우가 많다. 이러한 반응은 생체이물을 해독하고 세포에서 제거하기 위해 함께 작용한다.

### 1단계 – 변형
1단계에서는  효소가 기질에 반응성, 극성기를 도입하는 역할을 한다. 가장 일반적인 변형 중 하나는 시토크롬 P-450 의존적 혼합 기능 산화효소 시스템에 의해 촉매되는 하이드록실화이다. 이러한 효소 복합체는 산소 원자를 비활성화된 탄화수소에 통합하는 역할을 하며, 이로 인해 하이드록시기가 도입되거나 기질의 N-, O- 및 S-탈알킬화를 일으킬 수 있다. P-450 산화효소의 반응 메커니즘은 다음 반응식에 따라 사이토크롬 결합 산소의 환원과 고반응성 옥시페릴 종의 생성을 통해 진행된다.
O2 + NADPH + H+ + RH → NADP+ + H2O + ROH
1단계 반응(비합성 반응이라고도 함)은 종종 간에서 혼합 기능 산화효소에 의해 수행되는 산화, 환원, 가수분해, 고리화, 탈고리화, 산소 첨가, 수소 제거에 의해 발생할 수 있다. 이러한 산화 반응에는 일반적으로 시토크롬 P450 모노옥시제네이스(종종 CYP로 축약됨), NADPH, 산소가 포함된다. 대사를 위해 이 방법을 사용하는 의약품 종류에는 페노티아진, 파라세타몰, 스테로이드가 있다. 1단계 반응의 대사산물이 충분히 극성이면 이 지점에서 쉽게 배설될 수 있다. 그러나 많은 1단계 생성물은 빠르게 제거되지 않고 내인성 기질이 새로 도입된 작용기와 결합하여 극성이 높은 접합체를 형성하는 후속 반응(2단계, 2상)을 겪는다.
일반적인 1단계의 산화 반응은 CH 결합을 C-OH로 전환하는 과정을 포함한다. 이 반응은 때때로 약리학적으로 비활성인 화합물(전구약물)을 약리학적으로 활성인 것으로 전환한다. 같은 이유로 1단계에서는 무독성 분자를 오히려 유독성 분자로 바꿀 수 있다. 위에서 단순 가수분해는 일반적으로 무해한 반응이지만 예외가 있다. 예를 들어, 1단계 대사는 아세토나이트릴을 HOCH2CN으로 변환하고, 이 물질은 폼알데히드와 사이안화 수소로 빠르게 해리된다.
비효소 촉매를 사용하여 실험실에서 약물 후보의 1단계 대사를 시뮬레이션해 볼 수 있다. 생체모방 반응의 이런 예시는 종종 1단계 대사물질을 포함하는 생성물을 생성하는 경향이 있다. 예를 들어, 제약에서 트리메부틴의 주요 대사산물인 데스메틸트리메부틴(노르-트리메부틴)은 시판되는 약물의 시험관 내(in vitro) 산화에 의해 효율적으로 생성될 수 있다. N-메틸기의 수산화반응은 폼알데히드 분자의 방출로 이어지는 반면, O-메틸기의 산화는 덜 일어난다.

#### 산화
- 시토크롬 P450 모노옥시제네이스 시스템
- 플라빈 함유 모노옥시제네이스 시스템
- 알코올 탈수소효소, 알데하이드 탈수소효소
- 모노아민 산화 효소
- 과산화효소에 의한 동시 산화

#### 환원
- 시토크롬 P450 환원효소

시토크롬 P450 환원효소는 세포 안 소포체로의 전자 전달에 필요한 막 결합 효소이다. POR/P450 시스템에서 일반적인 전자 흐름은 다음과 같다. NADPH → FAD → FMN → P450 → O2
환원 반응 동안 화학 물질은 무익한 순환(futile cycling)에 들어갈 수 있다. 이 순환에서 물질은 자유 라디칼 전자를 얻은 다음 즉시 산소로 내어 주고, 산소는 과산화물 음이온을 형성한다.

#### 가수분해
- 에스터레이스, 아미데이스
- 에폭사이드 가수분해효소

### 2단계 – 접합
이어지는 2단계 반응에서는 1단계 반응으로 인해 활성화된 생체외 대사산물이 글루타티온(GSH), 황산염, 글라이신, 글루쿠론산과 같은 전하를 띄는 물질과 접합된다. 약물의 접합 반응이 일어나는 부위에는 카복실기(-COOH), 하이드록시기(-OH), 아미노기(NH2), 티올기(-SH)가 있다. 접합 반응의 생성물은 종종 활성 대사물질을 생성하는 1단계 반응과 달리 분자량이 증가하고, 기질보다 덜 활성을 띄는 경향이 있다. 큰 음이온 그룹(예: GSH)을 추가하면 반응성 친전자체를 해독하며, 막을 가로질러 확산할 수 없는 극성 대사산물을 더 많이 생성하므로 활발하게 수송될 수 있다.
이러한 반응은 광범위한 특이성을 가지는 전이효소 그룹에 의해 촉매되며, 이 전이효소는 결합하여 친핵성, 친전자성 작용기를 포함하는 거의 모든 소수성 화합물을 대사할 수 있다. 이 전이효소 그룹의 가장 중요한 효소 중 하나는 글루타티온 S-전이효소(GST)이다.
| 기구            | 관련 효소                                                                                        | 보조 인자                           | 위치                                  | 출처  |
| --------------- | ------------------------------------------------------------------------------------------------ | ----------------------------------- | ------------------------------------- | ----- |
| 메틸화          | 메틸기전이효소                                                                                   | S-아데노실-L-메티오닌               | 간, 신장, 폐, CNS                     | [ 9 ] |
| 황산염          | 설포트랜스퍼레이스                                                                               | 3'-포스포아데노신-5'-포스포설페이트 | 간, 신장, 소장                        | [ 9 ] |
| 아세틸화        | - N-아세틸트랜스퍼레이스 - 담즙산-CoA: 아미노산 N-아실트랜스퍼레이스                             | 아세틸-CoA                          | 간, 폐, 비장, 위 점막, 적혈구, 림프구 | [ 9 ] |
| 글루쿠론화      | UDP-글루쿠로노실트랜스퍼레이스                                                                   | UDP-글루쿠론산                      | 간, 신장, 장, 폐, 피부, 전립샘, 뇌    | [ 9 ] |
| 글루타티온 접합 | 글루타티온 S-트랜스퍼레이스                                                                      | 글루타티온                          | 간, 신장                              | [ 9 ] |
| 글라이신 접합   | 1. XM-라이게이스 (이종 생물적 아실-CoA 형성) 2. 글리신 N-아실트랜스퍼레이스 (글리신 접합체 형성) | 글라이신                            | 간, 신장                              |       |

### 3단계 – 추가 변형과 배설
생체이물 접합체는 2단계 반응 이후에도 추가로 대사될 수 있다. 일반적인 예시로는 글루타티온 접합체를 아세틸시스테인 (메르캅투르산) 접합체로 가공하는 것이다. 여기에서 글루타티온 분자의 γ-글루타메이트와 글라이신 잔기는 감마-글루타밀 전달 효소와 다이펩티데이스에 의해 제거된다. 마지막 단계에서 접합체의 시스테인 잔기는 아세틸화된다.
접합체와 그 대사산물은 3단계 대사 중 세포에서 배설될 수 있으며 음이온기는 P-당단백질(다중약물 내성 단백질, MRP) 계열의 다양한 막 수송체에 대한 표지단백질 역할을 한다. 이 단백질들은 ABC수송체 계열에 속하며 매우 다양한 소수성 음이온의 ATP 의존성 수송을 촉매할 수 있다., 따라서 2단계 대사에서 생성된 물질을 세포 밖으로 제거하는 작용을 한다. 세포 밖으로 나온 뒤 생성물들은 추가로 대사되거나 배설될 수 있다.

## 내인성 독소
과산화물이나 반응성 알데하이드와 같은 내인성(몸 안에서 생성된) 반응성 대사 산물의 해독은 종종 위에서 설명한 시스템으로는 달성할 수 없다. 내인성 대사 산물은 해당 종의 정상적인 세포 구성 요소에서 파생되고, 일반적으로 극성을 가진다. 그러나 이러한 화합물은 그 수가 적기 때문에 효소 시스템이 특정 분자를 인식하여 제거하는 것이 가능하다. 이러한 분자는 유용한 대사 산물과도 유사한데, 따라서 내인성 독소의 각 그룹을 대사하는 데에는 일반적으로 서로 다른 해독 효소가 필요하다. 이러한 특이적인 해독 시스템의 예로는 반응성 알데하이드 메틸글리옥살을 처리하는 역할을 하는 글리옥살레이스 시스템과, 활성 산소종을 제거하는 다양한 항산화 시스템이 있다.

## 대사 장소
모든 조직은 약물을 대사하는 능력이 있지만, 양적으로 중요한 기관은 간세포의 매끈소포체이다. 약물 대사에 간이 중요한 이유는 간이 큰 기관이고, 장에서 흡수된 화학 물질이 간문맥계를 통해 최초로 관류되며, 다른 기관에 비해 대부분의 약물 대사 효소 시스템이 매우 높은 농도로 존재하기 때문이다. 약물이 위장관으로 흡수된 후 간문맥을 통해 간으로 들어가면 많은 종류의 약물이 대사되어 초회 통과 효과가 발생한다.
약물 대사가 일어나는 다른 부위에는 위장관, 폐, 콩팥, 피부의 상피 세포 등이 있다. 이러한 부위들은 일반적으로 국소적인 독성 반응을 담당한다.

## 약물 대사에 영향을 미치는 요인
대부분의 친유성 약물의 약리학적 작용의 지속 시간과 강도는 비활성 산물로 대사되는 속도에 의해 결정된다. 시토크롬 P450 시스템은 이런 약물 대사에서 가장 중요한 경로이다. 일반적으로 약리학적 활성 대사 산물의 대사 속도를 증가시키는 모든 것(예: 효소유도)은 약물 작용의 지속 시간과 강도를 감소시킨다. 효소억제와 같은 반대의 경우는 지속 시간과 강도를 증가시킨다. 그러나 효소가 전구약물을 약물로 대사하는 역할을 하는 경우 효소유도는 이러한 전환 속도를 높이고 약물 농도를 증가시켜 잠재적으로 독성을 유발할 수 있다.
다양한 생리학적, 병리학적 요인도 약물 대사에 영향을 줄 수 있다. 약물 대사에 영향을 줄 수 있는 생리학적 요인에는 연령, 개인차(약물유전체학적인 원인), 장간순환, 영양, 장내 세균무리, 성별 차이가 있다.
일반적으로 약물은 성인보다 태아, 신생아, 노인에서 더 천천히 대사된다.
유전적 변이(다형성)는 약물 효과의 가변성을 일부 설명한다.
시토크롬 P450 모노옥시제네이스 시스템의 효소도 개인에 따라 다를 수 있으며, 민족적 배경에 따라 1~30%의 사람들에게서 결핍이 발생한다.
약물의 용량, 빈도, 투여 경로, 조직 분포, 단백질 결합도 대사에 영향을 미친다.
간, 콩팥, 심장 질환 같은 병리학적 요인도 약물 대사에 영향을 줄 수 있다.
In silico 모델링 및 시뮬레이션 방법을 사용하면 인간을 대상으로 한 임상 연구를 수행하기 전에 가상 환자 집단에서 약물 대사를 예측할 수 있다. 이 방법은 부작용으로 인해 가장 위험한 사람을 식별하는 데 사용할 수 있다.

## 역사
사람들이 섭취한 물질을 어떻게 몸 안에서 변형시키는지에 대한 연구는 19세기 중반에 화학자들이 벤즈알데하이드와 같은 유기 화학 물질이 산화되어 인체의 아미노산과 결합될 수 있다는 것을 발견하면서 시작되었다. 이후 19세기의 나머지 기간 동안 메틸화, 아세틸화, 설폰화와 같은 몇 가지 다른 기본적인 해독 반응이 발견되었다.
20세기 초반에는 이러한 대사 산물의 생산을 담당하는 효소와 경로에 대한 연구가 진행되었다. 이 분야는 1947년 리처드 테크윈 윌리암스(Richard Tecwyn Williams)가 "Detoxication mechanisms"라는 책을 출판하면서 별도의 연구 분야로 정의되었다. 이 현대적인 생화학적 연구는 1961년 글루타티온 S- 전달 효소의 동정, 1962년 시토크롬 P450의 발견, 1963년 생체이물 대사에서 글루타티온 P450의 중추적 역할을 발견하는 성과로 이어졌다.

## 같이 보기
- 생분해

## 추가 자료
- Parvez H, Reiss C (2001). 《Molecular Responses to Xenobiotics》. Elsevier. ISBN 0-345-42277-5.
- Ioannides C (2001). 《Enzyme Systems That Metabolise Drugs and Other Xenobiotics》. John Wiley and Sons. ISBN 0-471-89466-4.
- Richardson M (1996). 《Environmental Xenobiotics》. Taylor & Francis Ltd. ISBN 0-7484-0399-X.
- Ioannides C (1996). 《Cytochromes P450: Metabolic and Toxicological Aspects》. CRC Press Inc. ISBN 0-8493-9224-1.
- Awasthi YC (2006). 《Toxicology of Glutathionine S-transferses》. CRC Press Inc. ISBN 0-8493-2983-3.